# Shinigami

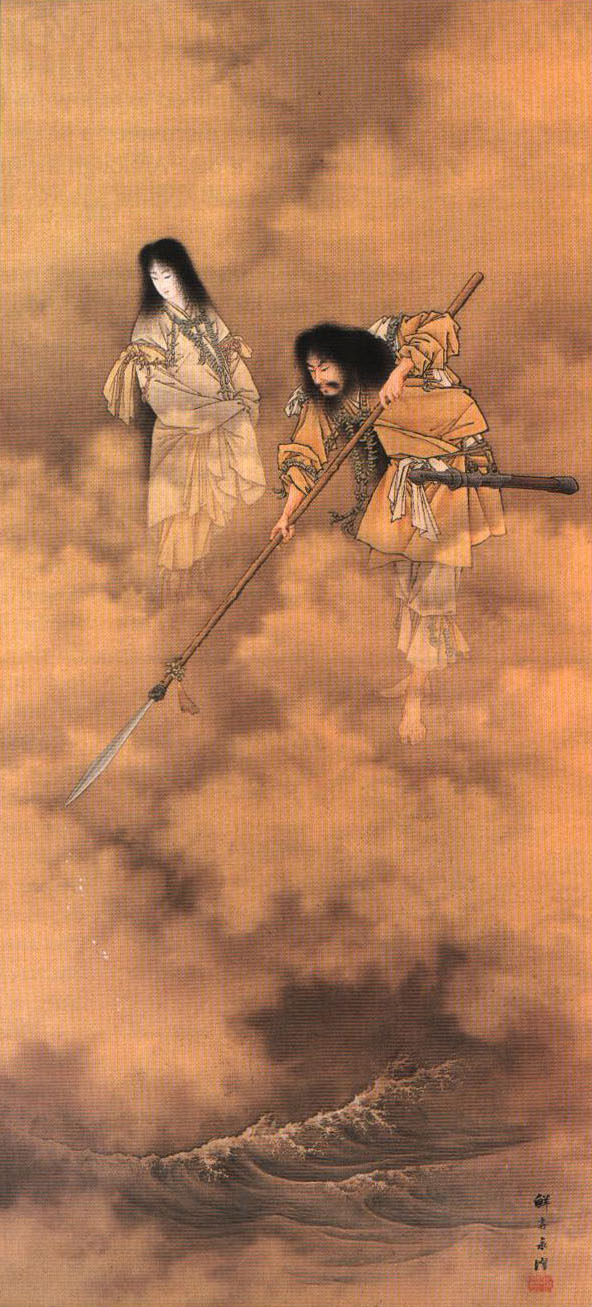
Kobayashi Eitaku, Izanagi e Izanami.

Shinigami (死神, "Deus da morte" ou "espírito da morte" em japonês) é um termo usado no Japão para descrever entidades sobrenaturais presentes na mitologia japonesa, que convidam os seres humanos à morte ou que os induzem a cometer suicídio. Psicopompos atribuídos à personificação da morte. No Ocidente trata-se do equivalente à figura conhecida da Morte que põe fim à vida dos humanos, encerrando a sua existência na terra e conduzindo as suas almas para o outro mundo. Descritas como entidades antropomórficas, os shinigamis não possuem uma representação estereotipada e a sua figura foi evoluindo para a representação de toda uma raça de psicopompos, cujos atributos específicos diversificam tanto como nos vampiros do ocidente. Os shinigamis estão vinculados em descrições presentes na religião, literatura e cultura popular japonesas.

## Shinigamina religião japonesa

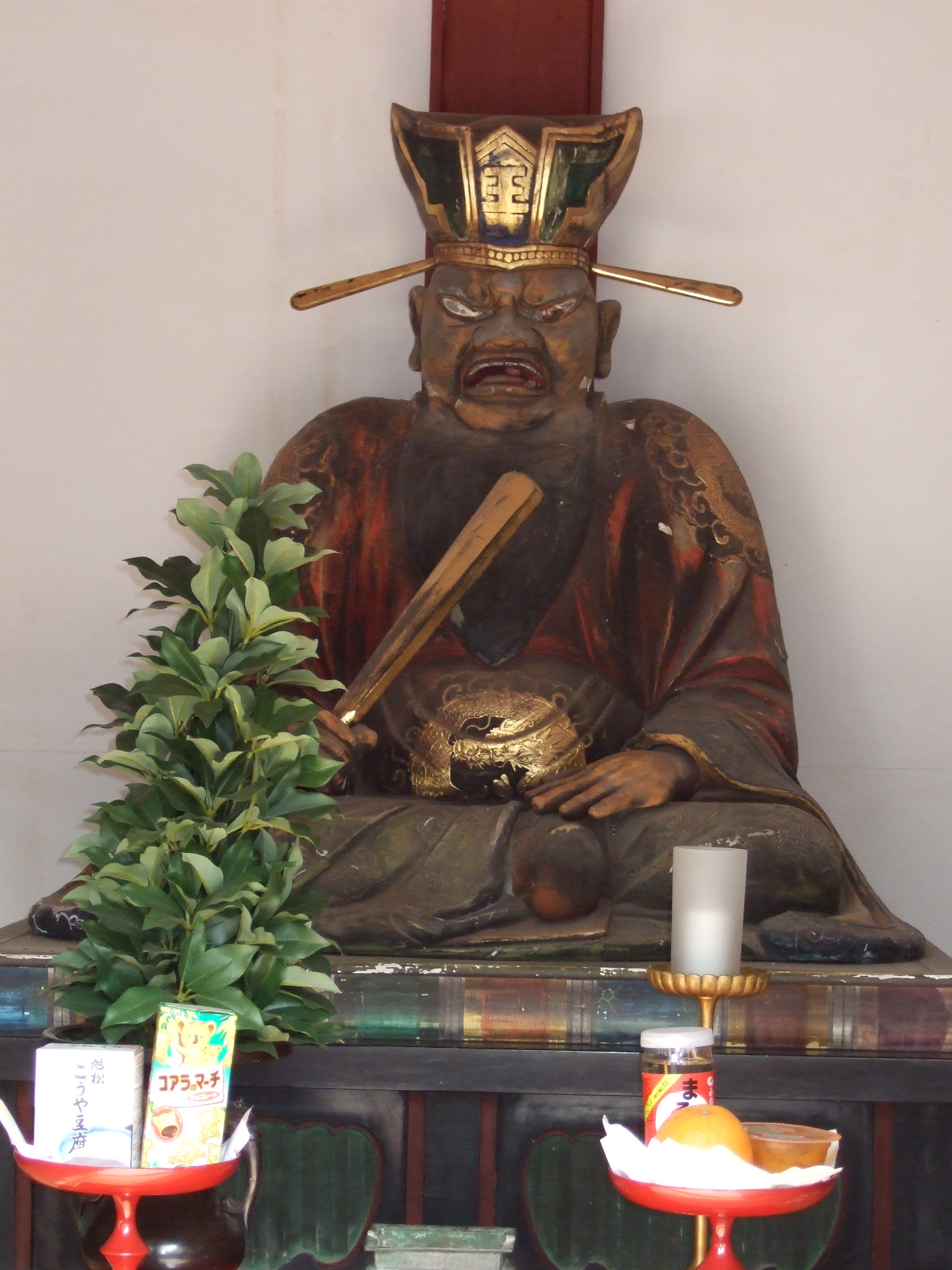
Na cidade de Miyazu, província de Quioto, um estátua de Iama (Enma) em Nariai-ji

No budismo, o Mertiu-mara (ou morte) surge como a personificação da tentação, que é várias vezes associada ao demónio Mara. Uma entidade espiritual que provoca a morte dos homens, causando a intenção por detrás do suicídio. Segundo a crença, quem é possuído por esse demónio, e em desamparo, seria subitamente incitado a cometer suicídio. O shinigami surge, portanto, como uma explicação para o brusco ato intencional de  matar a si mesmo. No yogacarabhumi-sastra, uma escritura de yogacara, o shinigami caracterizava o demónio que determinava o tempo da morte de cada pessoa. O Yama, rei do submundo, assim como os Oni Niu Tou e Ma Mian (牛頭馬頭, lit. Cabeça de Boi e Cara de Cavalo), são também considerados como um tipo de shinigami.
No xintoísmo, em mitologia japonesa, Izanami concedeu a morte aos homens, sendo portanto vista como um shinigami. Não obstante, Izanami e Yama são também acreditados como diferentes dos deuses da morte presentes na mitologia ocidental, e desde que o ateísmo foi alevantado no budismo, o conceito de que os deuses da morte não existem ficou bem esclarecido. Embora Kijin e Onryō na crença budista dos japoneses sejam responsáveis por tirar várias vidas humanas, existe a opinião de que não existe um "deus da morte" que simplesmente conduz as pessoas ao mundo dos mortos. Após a guerra, no entanto, a noção ocidental de um deus da morte entrou no Japão, e os shinigami começaram a ser mencionados como uma existência com a natureza humana.

## Deuses da morte emningyō jōruri
De modo geral, o termo "deus da morte" (死神, shinigami) não aparece na literatura clássica japonesa, e não existem muitos textos sobre o tema; mas durante o período Edo, o termo "deus da morte" pode ser encontrado nas obras de Chikamatsu Monzaemon de ningyō jōruri e da literatura clássica que abordam temas de duplos suicídios.
Em Hōei 3 (1706), na performance de "Shinchuu Nimai Soushi", sobre os homens e mulheres que foram persuadidos pela morte, foi escrito "o caminho do deus da morte (shinigami) conduz a ela", e em Hōei 4 (1709), "Shinchuuha ha Koori no Sakujitsu", uma mulher que estava prestes a cometer duplo suicídio com um homem, reitera: "a fugacidade da vida atraída por um deus da morte (shinigami)". Nunca ficou claro se o duplo suicídio de ambos ocorreu pela presença de um shinigami, ou se um shinigami foi dado como exemplo da sua situação de duplo suicídio, havendo também outras interpretações de que a palavra "shinigami" corresponde à expressão da fugacidade da vida.
À parte disso, em Kyōhō 5 (1720), numa cena dos Suicídios por amor em Amijima (心中天網島), existe a expressão "possuído por um deus da morte". Considerando o facto de que o autor da frase era vendedor de papel, o personagem que se confrontou com a morte escreveu "papel" (纸, kami) igual a "deus" (神, kami), pondo em hipótese a interpretação de que o próprio Chikamatsu não teria sequer pensado na existência de um shinigami.

## Shinigamina literatura clássica

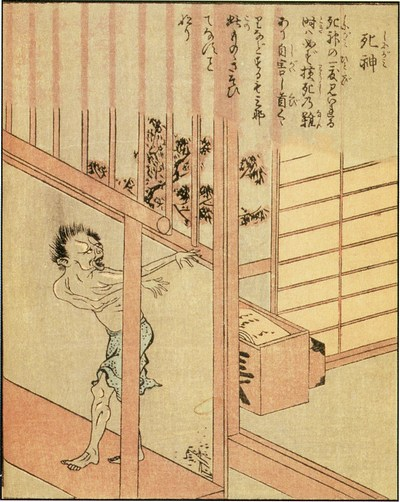
Um shinigami do livro Ehon Hyaku Monogatari. Por Shunsensai Takehara.

Os deuses da morte que possuem os seres humanos são mencionados na literatura clássica do período Edo. Em Ehon Hyaku Monogatari de Tenpō 12 (1841), surgiu uma história intitulada de "Shinigami", mas nesta, o deus da morte era o espírito mal intencionado de um morto, que em conjunto com a má intenção natural das próprias vítimas, estas eram conduzidas para maus caminhos, resultando em sucessivos incidentes que tinham lugar em locais onde outrora houve casos de assassinatos, fazendo com que novos suicídios se repetissem onde já antes outra pessoa tinha falecido, e assim, esses deuses da morte enquadram-se no quadro dos casos de subjugação em que os espíritos assumiam o controle das pessoas levando-as a cometer suicídio. Próximo a isto, de acordo com o ensaio intitulado "Hanko no Uragaki", do período Bakumatsu, houve o itsuki que fazia com que as pessoas cometesse suicídio por enforcamento, bem como outros contos reunidos na religiosidade popular, como gaki-tsuki e shichinin misaki.
Em finais do período Edo, o ensaio "Shōzan Chomon Kishū" de Kaei 3 (1850) pelo  ensaísta Miyoshi Shōzan, intitulada de "a possessão de um shinigami torna-se difícil de falar, e mais fácil de dizer mentiras" foi uma história onde uma prostituta possuída por um shinigami convida um homem a cometer duplo suicídio, e no kabuki Mekuranagaya Umega Kagatobi de Kawatake Mokuami de Meiji XIX (1886) um shinigami entra nos pensamentos das pessoas, fazendo-as pensar sobre coisas más que tenham feito querendo por isso morrer. Estes são, ao invés de deuses, mais parecidos com yūki (que significa "fantasma" e yūrei), ou demónios.
No rakugo clássico de San'yūtei Enchō, havia um programa intitulado "Shinigami" que, apesar de tudo, não se tratava de uma criação independente do Japão, mas teria antes sido algo criado a partir de adaptações da ópera italiana de Crispino e la comare e Contos de Grimm "A Madrinha Morte".

## Shinigamina cultura popular
Os shinigamis são também mencionados na cultura popular pós-guerra. De acordo com os hábitos e costumes de Miyajima, na província de Kumamoto, aqueles que saíssem durante a noite para conhecer alguém, deveriam tomar chá ou comer um prato de arroz antes de dormir, pois diz-se que se tal receita fosse ignorada, um shinigami visitá-lo-ia.
Na zona de Hamamatsu, província de Shizuoka, existe o mito de que um shinigami possui pessoas, conduzindo-as para as montanhas, mares e caminhos de ferro, onde outras haviam morrido. Nesses lugares, os mortos "regressam da morte" (shiniban) e caso não houvesse ninguém para morrer, estes nunca ascenderiam mesmo que prestassem um serviço; assim, diz-se que as pessoas que estavam vivas seriam convidadas pela morte para numa próxima regressarem. Noutro contexto, é comum visitar os túmulos em prol de Higan durante o meio-dia ou quando o sol se põe, no entanto, na província de Okayama, visitar um jazigo ao nascer do sol, poderia resultar na possessão da pessoa, vítima de um shinigami. Uma vez que se tenha visitado o túmulo no pôr do sol, seria necessário regressar ao local também durante o amanhecer, porque ignorando isso, um shinigami poderia voltar e possuir o indivíduo. Com esta teoria da crença popular, pensa-se também que às vezes as pessoas consideram que o bourei (亡霊, lit. fantasma) do falecido, que não tem ninguém para divinizá-lo, procure alguém para convidá-lo a que este se una a eles na morte.

### Na cultura popular moderna
Após a guerra, a noção ocidental do deus da morte estabeleceu-se no Japão e o shinigami começou a ser encarado como uma existência na natureza humana. Por ser um tema popular no Japão, aparecem com grande frequência em obras diversas. Um dos maiores destaques dos shinigamis dá-se no mundo das mangas e animes, que se tornaram um meio de divulgação desses "contos" fora do Japão. No período Shōwa, é sabido que shinigamis surgem na obra de manga GeGeGe no Kitarou de Shigeru Mizuki e no drama televisivo de 1979 Nippon Meisaku Kaidan Gekijou, o ator de kabuki Ganjiro Nakamura intepreta a personagem de um shinigami. No período Heisei e posteriormente, nas obras de manga, anime e novelas como Naruto (no FuinnJutsu - Jutsu de Selamento ou Selo Ceifeiro da Morte do Clã Uzumaki) Death Note, Full Moon o Sagashite, Bleach, Yami no Matsuei, Black Butler, YuYu Hakusho, Inukami!, Shinigami no Ballad, Soul Eater,Renai Boukun, Ane Haramix, Kyoukai no Rinne são também por vezes o objeto da obra, aparecendo também frequentemente em jogos electrónicos tais como Shin Megami Tensei e as séries Final Fantasy e Dragon Quest.